# 南河原村
南河原村（みなみかわらむら）は、埼玉県の北東部に位置し、北埼玉郡に所属していた村である。2006年1月1日に行田市に編入したため消滅した。県内では蕨市に次いで小さい自治体であった。

## 地理
埼玉県北部、利根川右岸流域、妻沼低地東部の海抜20-24 mの平坦な沖積平野に位置していた。北・東・南を取り囲むように行田市が、西を熊谷市が隣接していた。村内を星川とその支流の青木堀や酒巻導水路が流れ、他にも用・排水路が縦横に通っていた。村域は水田が多く、畑の倍近くある。鉄道や国道は通っていない。
- 河川：星川、江川[1]
- 用水路：北河原用水、天神河原用水、酒巻導水路
- 排水路：青木堀、宮前堀

### 隣接していた自治体
- 行田市
- 熊谷市

### 小字
| - 屋敷 - 中新田 - 向新田 - 二の町 | - 北二の町 - 簀子堀 - 諏訪宮 - 曲目 | - 町 - 新屋敷 - 新井 - 蒲原 | - 西田 - 在家 - 前 - 宮下 | - 海老新井 - 三つ井田 |

## 歴史

### 沿革
もとは江戸期より存在した南河原村であった。地名の「河原」は北に位置する利根川の氾濫によって堆積して生じた新地の意味である。また、当地の北を兄の河原高直が、南を弟の河原忠家（河原盛直とも）が所有していたが、その頃から地名が南北に分かれていたかどうかは定かではない。慶長3年頃には南河原の呼称が北河原と共に成立していたと言われている。なお、北河原は行田市に位置していた。
- 幕末時点では埼玉郡に所属。知行は忍藩領。明治元年は忍県に所属。
- 1879年（明治12年）3月 - 郡区町村編制法の埼玉県での施行により北埼玉郡の所属となる。
- 1889年（明治22年）4月1日 - 町村制の施行により、南河原村・犬塚村・馬見塚村・中江袋村が合併し、新たに南河原村が発足する。それぞれ南河原村の大字となる[1][3]。
- 1976年（昭和51年）1月 - 村章制定
- 1989年（平成元年）9月 - 村制施行100周年記念事業として村民憲章、村の花・木が制定される[4]。
- 2006年（平成18年）1月1日 - 行田市に編入合併。

## 行政

### 歴代村長
| 代 | 氏名           | 就任年月日                 | 退任年月日                 |
| -- | -------------- | -------------------------- | -------------------------- |
| 初 | 今村藤右ヱ門   | 1889年（明治22年）6月6日   | 1898年（明治31年）5月28日  |
| 2  | 今村太郎左ヱ門 | 1898年（明治31年）5月29日  | 1899年（明治32年）11月20日 |
| 3  | 中野重太郎     | 1899年（明治32年）11月21日 | 1901年（明治34年）5月10日  |
| 4  | 柳瀬忠八       | 1901年（明治34年）7月19日  | 1902年（明治35年）3月15日  |
| 5  | 今村和七       | 1902年（明治35年）3月19日  | 1902年（明治35年）8月30日  |
| 6  | 柳瀬忠八       | 1902年（明治35年）9月18日  | 1906年（明治39年）9月17日  |
| 7  | 大屋平次郎     | 1906年（明治39年）10月1日  | 1908年（明治41年）3月5日   |
| 8  | 今村高之助     | 1908年（明治41年）3月25日  | 1910年（明治43年）9月19日  |
| 9  | 今村新四郎     | 1910年（明治43年）12月2日  | 1916年（大正5年）2月10日   |
| 10 | 大屋平次郎     | 1916年（大正5年）4月26日   | 1928年（昭和3年）5月4日    |
| 11 | 大川愛之助     | 1928年（昭和3年）7月8日    | 1932年（昭和7年）7月30日   |
| 12 | 吉野一之助     | 1932年（昭和7年）11月21日  | 1940年（昭和15年）11月20日 |
| 13 | 今村延雄       | 1940年（昭和15年）11月21日 | 1946年（昭和21年）11月18日 |
| 14 | 吉野友一       | 1947年（昭和22年）4月5日   | 1951年（昭和26年）4月6日   |
| 15 | 加藤甚弥       | 1951年（昭和26年）4月23日  | 1955年（昭和30年）7月22日  |
| 16 | 今村延雄       | 1955年（昭和30年）8月15日  | 1971年（昭和46年）8月13日  |
| 17 | 沢田仁三       | 1971年（昭和46年）8月14日  | 1975年（昭和50年）8月13日  |
| 18 | 吉野都美男     | 1975年（昭和50年）8月14日  | 1985年（昭和60年）1月17日  |
| 19 | 橋本治雄       | 1985年（昭和60年）2月17日  | 1997年（平成9年）1月       |
| 20 | 吉野都美男     | 1997年（平成9年）1月       | 1999年（平成11年）1月31日  |
| 21 | 小暮一男       | 1999年（平成11年）3月7日   | 2005年（平成17年）12月31日 |

## 経済

### 産業
- 『埼玉年鑑 昭和32年版』によると「米、麦、野菜を産するが、特に水稲の主産地となっている。ゴム裏草履も有名である」という[5]。
- 『大日本篤農家名鑑 第2冊 明治43年8月』によると南河原村の篤農家は、今村、大屋、加藤、新島、柳瀬などがいた[6]。

### 特産物
- ゴム製造製品（スリッパ）

その産業が発生した時期は定かではないが、農閑期の副業としての麻裏草履作りがその起源とされ、大正後期には10万足程が生産された。その後自転車タイヤのゴムを再利用したゴム底草履に変わり、戦後の生活様式の変化からスリッパ生産に切り変わった。従事者は村民の四分の一を占め、全世帯数の90パーセントがその生産に関わった。スリッパの生産量全国1位（全国生産の70パーセント）の時期もあった。新興生産地との競合で生産量は31.5パーセント（1977年末）にまで減少したが、高級品の生産に転換したことでさらに年商を伸ばしてきた。なお、村の人口は1891年（明治24年）では2,577人で、1920年（大正9年）は2,732人、1977年（昭和52年）は3,817人とやや増加傾向で、県北部の過疎化が訴えられる中での人口増加はあまり例がない。
- 宝船せんべい

## 地域

### 教育
- 南河原村立南河原小学校 - 旧南河原国民学校。村指定天然記念物のすずかけ（プラタナス）の大樹が校庭にある。
- 南河原村立南河原中学校

## 交通

### 道路
村内を通る高速道路・一般国道はない。
県道
- 主要地方道
  - 埼玉県道・群馬県道83号熊谷館林線
- 一般県道
  - 埼玉県道362号上中条斎条線
  - 埼玉県道178号北河原熊谷線

### 路線バス
- 熊谷駅北口 - 犬塚（国際十王バス）

## 名所・旧跡・祭事・催事
- 南河原石塔婆（国の史跡） - 観福寺にある。もとは村の北はずれの耕作地に建立されていた[1]。
- 武蔵あばれ太鼓（河原兄弟一の谷先陣太鼓）[8]
- 南河原ふれあい祭り
- 馬見塚ささら
- 在家ささら
- キタミソウ - 馬見塚地区内の星川流域にキタミソウ（環境省レッドデータブック絶滅危惧1A類に分類）の群生地がある。